# Aspögonbagge
Aspögonbagge (Aderus populneus) är en art i insektsordningen skalbaggar som tillhör familjen ögonbaggar.

## Kännetecken
Aspögonbaggen har en kroppslängd på cirka 2 millimeter. Den har en smal halssköld och ett proportionellt sett ganska stort huvud, samt långa ben och antenner. Grundfärgen på kroppen är brun och på ovansidan är kroppen täckt med fina hår. På varje täckvinge har den en svag inbuktning, de så kallade ögonfläckarna.

## Utbredning
I Sverige finns aspögonbaggen från Skåne i söder till Hälsingland i norr.

### Status
I Sverige är aspögonbaggen klassad som missgynnad. Det största hotet mor arten är den ökande bristen på äldre lövträd i landskapet. Förslag på bevarandeåtgärder som gynnar arten är därför att äldre lövträd sparas, inte bara i skogen utan även i till exempel allér och parker.

## Levnadssätt
Aspögonbaggens larvutveckling sker i död ved på trädslag asp, alm, ask, ek, lind och sälg som angripits av olika trädsvampar. Detta sker ofta i håligheter i stammar på äldre träd. Som andra skalbaggar har aspögonbaggen fullständig förvandling. Den övervintrar som fullbildad insekt, imago, vilka kläcks ur pupporna på hösten.